# Znàmenka (Xebékino)
|  | Per a altres significats, vegeu «Znàmenka». |

Znàmenka - Знаменка (rus) - és un poble (un khútor) de l'óblast de Bélgorod, a Rússia. El 2010 tenia 75 habitants. Pertany al districte (raion) de Xebékino.